# Manic World Tour
Il Manic World Tour è stato il terzo tour musicale della cantautrice statunitense Halsey, a supporto del suo terzo album in studio Manic (2020).
Dopo la tappa in Europa, il tour si sarebbe dovuto spostare in Asia e Nord America nell'estate 2020; tuttavia, a causa della pandemia di COVID-19, il tour venne inizialmente posticipato all'estate 2021, e infine cancellato definitivamente.

## Scaletta
Questa è la scaletta del concerto del 21 febbraio 2020 a Oslo. Non è pertanto rappresentativa di tutti i concerti.
Act 1
1. Nightmare
2. Castle
3. Heaven in Hiding
4. Eyes Closed/Die for Me
5. You Should Be Sad
6. Haunting

Act 2
1. Forever ... (Is a Long Time)
2. Dominic's Interlude
3. I Hate Everybody
4. Colors, Pt. II
5. Colors
6. Walls Could Talk

Act 3
1. Bad at Love
2. 3am
3. Finally // Beautiful Stranger
4. 100 Letters
5. Is There Somewhere

Act 4
1. Killing Boys
2. Hold Me Down
3. Clementine
4. Graveyard
5. 929

Encore
1. Ashley
2. Gasoline
3. Without Me

### Variazioni della scaletta
Dalla data del 7 marzo 2020, Experiment On Me (traccia facente parte di Birds of Prey: The Album) è stata aggiunta alla scaletta subito dopo Ashley.

## Date del tour
| Data             | Città                | Stato       | Luogo              | Artisti d'apertura |
| Europa           | Europa               | Europa      | Europa             | Europa             |
| ---------------- | -------------------- | ----------- | ------------------ | ------------------ |
| 6 febbraio 2020  | Madrid               | Spagna      | WiZink Center      | Pale Waves         |
| 7 febbraio 2020  | Barcellona           | Spagna      | Sant Jordi Club    | Pale Waves         |
| 9 febbraio 2020  | Francoforte sul Meno | Germania    | Jahrhunderthalle   | Pale Waves         |
| 13 febbraio 2020 | Milano               | Italia      | Mediolanum Forum   | Pale Waves         |
| 15 febbraio 2020 | Amsterdam            | Paesi Bassi | Ziggo Dome         | Pale Waves         |
| 17 febbraio 2020 | Parigi               | Francia     | Dôme de Paris      | Pale Waves         |
| 21 febbraio 2020 | Oslo                 | Norvegia    | Oslo Spektrum      | Pale Waves         |
| 22 febbraio 2020 | Copenaghen           | Danimarca   | Royal Arena        | Pale Waves         |
| 26 febbraio 2020 | Helsinki             | Finlandia   | Helsingin jäähalli | Pale Waves         |
| 28 febbraio 2020 | Berlino              | Germania    | Verti Music Hall   | N.D.               |
| 29 febbraio 2020 | Monaco di Baviera    | Germania    | Kulturhalle Zenith | N.D.               |
| 4 marzo 2020     | Esch-sur-Alzette     | Lussemburgo | Rockhal            | N.D.               |
| 5 marzo 2020     | Anversa              | Belgio      | Lotto Arena        | N.D.               |
| 7 marzo 2020     | Glasgow              | Regno Unito | The SSE Hydro      | N.D.               |
| 8 marzo 2020     | Londra               | Regno Unito | The O2 Arena       | Pale Waves         |
| 10 marzo 2020    | Dublino              | Irlanda     | 3Arena             | Pale Waves         |
| 12 marzo 2020    | Manchester           | Regno Unito | Manchester Arena   | Pale Waves         |

## Cancellazioni
| Data             | Città            | Stato         | Luogo                           | Causa                |
| ---------------- | ---------------- | ------------- | ------------------------------- | -------------------- |
| 24 febbraio 2020 | Stoccolma        | Svezia        | Annexet                         | Problemi logistici   |
| 2 marzo 2020     | Zurigo           | Svizzera      | Samsung Hall                    | Pandemia di COVID-19 |
| 7 maggio 2020    | Tokyo            | Giappone      | Tokyo Garden Theatre            | Pandemia di COVID-19 |
| 9 maggio 2020    | Seul             | Corea del Sud | Olympic Hall                    | Pandemia di COVID-19 |
| 10 giugno 2021   | Sacramento       | Stati Uniti   | Golden 1 Center                 | Pandemia di COVID-19 |
| 16 giugno 2021   | The Woodlands    | Stati Uniti   | Cynthia Woods Mitchell Pavilion | Pandemia di COVID-19 |
| 29 giugno 2021   | Saint Paul       | Stati Uniti   | Xcel Energy Center              | Pandemia di COVID-19 |
| 1º luglio 2021   | Kansas City      | Stati Uniti   | Sprint Center                   | Pandemia di COVID-19 |
| 11 luglio 2021   | Holmdel          | Stati Uniti   | PNC Bank Arts Center            | Pandemia di COVID-19 |
| 16 luglio 2021   | New York         | Stati Uniti   | Forest Hills Tennis Stadium     | Pandemia di COVID-19 |
| 17 luglio 2021   | New York         | Stati Uniti   | Forest Hills Tennis Stadium     | Pandemia di COVID-19 |
| 20 luglio 2021   | Nashville        | Stati Uniti   | Bridgestone Arena               | Pandemia di COVID-19 |
| 24 luglio 2021   | Maryland Heights | Stati Uniti   | Hollywood Casino Amphitheatre   | Pandemia di COVID-19 |
| 29 luglio 2021   | West Valley City | Stati Uniti   | USANA Amphitheatre              | Pandemia di COVID-19 |

## Love and Power Tour
Il Love and Power Tour è stato il quarto tour musicale della cantautrice statunitense Halsey, a supporto del suo quarto album in studio If I Can't Have Love, I Want Power (2021).
Le date nordamericane del tour, originariamente parte del precedente Manic World Tour e cancellate a causa della pandemia, vengono in gran parte incorporate all'interno di questo tour.

### Date del tour
| Data           | Città           | Stato        | Luogo                                  | Artisti d'apertura         | Biglietti venduti / Biglietti disponibili | Incasso      |
| Nord America   | Nord America    | Nord America | Nord America                           | Nord America               | Nord America                              | Nord America |
| -------------- | --------------- | ------------ | -------------------------------------- | -------------------------- | ----------------------------------------- | ------------ |
| 17 maggio 2022 | West Palm Beach | Stati Uniti  | iTHINK Financial Amphitheatre          | Beabadoobee PinkPantheress | 7.547 / 13.097                            | $396.759     |
| 19 maggio 2022 | Tampa           | Stati Uniti  | MidFlorida Credit Union Amphitheatre   | Beabadoobee PinkPantheress | 11.556 / 14.917                           | $635.921     |
| 21 maggio 2022 | Gulf Shores     | Stati Uniti  | Gulf Shores Beach                      | N.D.                       | N.D.                                      | N.D.         |
| 24 maggio 2022 | Franklin        | Stati Uniti  | FirstBank Amphitheater                 | Beabadoobee PinkPantheress | 5.768 / 6.110                             | $510.882     |
| 25 maggio 2022 | Rogers          | Stati Uniti  | Walmart Arkansas Music Pavilion        | Beabadoobee PinkPantheress | 7.811 / 9.618                             | $341,284     |
| 27 maggio 2022 | Charlotte       | Stati Uniti  | PNC Music Pavilion                     | Beabadoobee PinkPantheress | 11.427 / 16.409                           | $596.852     |
| 29 maggio 2022 | Clarkston       | Stati Uniti  | Pine Knob Music Theatre                | Beabadoobee PinkPantheress | 13.429 / 14.446                           | $594.949     |
| 1º giugno 2022 | Mansfield       | Stati Uniti  | Xfinity Center                         | Beabadoobee PinkPantheress | 12.598 / 17.140                           | $783.836     |
| 3 giugno 2022  | Cuyahoga Falls  | Stati Uniti  | Blossom Music Center                   | Beabadoobee                | 13.868 / 17.691                           | $545.748     |
| 5 giugno 2022  | Toronto         | Canada       | Budweiser Stage                        | Beabadoobee                | 14.251 / 15.587                           | $554.179     |
| 11 giugno 2022 | New York        | Stati Uniti  | Citi Field                             | N.D.                       | N.D.                                      | N.D.         |
| 15 giugno 2022 | Nampa           | Stati Uniti  | Ford Amphitheater                      | The Marías Abby Roberts    | 6.976 / 7.500                             | $268.376     |
| 16 giugno 2022 | Auburn          | Stati Uniti  | White River Amphitheatre               | The Marías Abby Roberts    | 9.806 / 12.500                            | $533.080     |
| 18 giugno 2022 | Ridgefield      | Stati Uniti  | Sunlight Supply Amphitheater           | The Marías Abby Roberts    | 11.234 / 13.500                           | $547.120     |
| 21 giugno 2022 | Los Angeles     | Stati Uniti  | Hollywood Bowl                         | Wolf Alice Abby Roberts    | 14.607 / 15.311                           | $1.225.330   |
| 24 giugno 2022 | Mountain View   | Stati Uniti  | Shoreline Amphitheatre                 | The Marías Abby Roberts    | 13.201 / 17.500                           | $657.005     |
| 26 giugno 2022 | Phoenix         | Stati Uniti  | Ak-Chin Pavilion                       | The Marías Abby Roberts    | 12.350 / 13.500                           | $590.360     |
| 28 giugno 2022 | Dallas          | Stati Uniti  | Dos Equis Pavilion                     | The Marías Abby Roberts    | 15.195 / 16.556                           | $768.439     |
| 30 giugno 2022 | Atlanta         | Stati Uniti  | Cellairis Amphitheatre                 | The Marías Abby Roberts    | 9.371 / 13.255                            | $458.467     |
| 2 luglio 2022  | Milwaukee       | Stati Uniti  | American Family Insurance Amphitheater | The Marías Abby Roberts    | 11.496 / 16.501                           | $534.207     |
| 3 luglio 2022  | Tinley Park     | Stati Uniti  | Hollywood Casino Amphitheatre          | The Marías Abby Roberts    | 13.210 / 18.000                           | $723.619     |
| 6 luglio 2022  | Morrison        | Stati Uniti  | Red Rocks Amphitheatre                 | The Marías Abby Roberts    | 18.390 / 18.390                           | $1.789.679   |
| 7 luglio 2022  | Morrison        | Stati Uniti  | Red Rocks Amphitheatre                 | The Marías Abby Roberts    | 18.390 / 18.390                           | $1.789.679   |
| 9 luglio 2022  | Irvine          | Stati Uniti  | FivePoint Amphitheatre                 | The Marías Abby Roberts    | 10.614 / 10.614                           | $752.117     |

### Cancellazioni
| Data          | Città    | Stato       | Luogo                      | Causa                         |
| ------------- | -------- | ----------- | -------------------------- | ----------------------------- |
| 8 giugno 2022 | Columbia | Stati Uniti | Merriweather Post Pavilion | Condizioni climatiche avverse |